# Albert Wojciechowski
Albert Wojciechowski (ur. 19 września 1910 w osadzie Omulew, gm. Rzekuń, zm. 5 lutego 1968 w Starej Miłosnej) – żołnierz wojny obronnej 1939 roku, porucznik kawalerii, szwoleżer, I Wicemistrz Polski z 1938 roku w dyscyplinie jeździeckiej WKKW, instruktor i sędzia jeździectwa, działacz sportowy i społeczny.

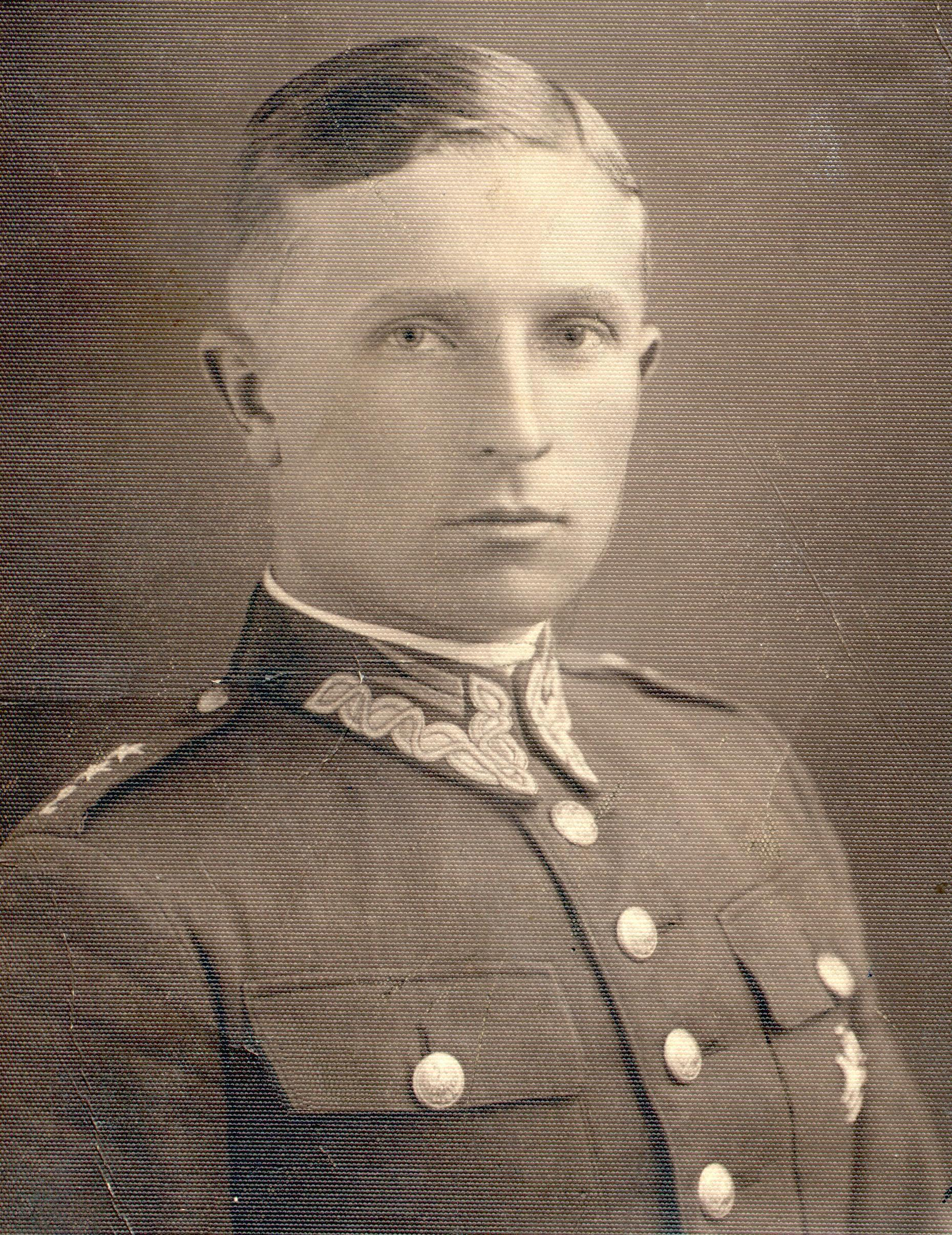
Albert Wojciechowski 1938, zdjęcie do legitymacji

## Życiorys
Albert Wojciechowski był synem Aleksandra i Eufemii z d. Jaworowskiej, pochodził z rodziny szlacheckiej herbu Jelita. Jego pradziadek, Marcin Wojciechowski (pocztowiec i założyciel Wojciechowic k. Ostrołęki), oraz syn Marcina, Adam Wojciechowski, walczyli w powstaniu styczniowym 1863 roku.
W 1914 roku wywieziony został z rodzicami do Charkowa, tam rozpoczął naukę w szkole rosyjskiej. Jego ojciec pracował w fabryce zbrojeniowej Liwszyca jako tokarz. W 1919 roku powrócił z rodzicami do Polski i rozpoczął naukę w Gimnazjum w Ostrołęce, które przekształciło się w Państwowe Gimnazjum im. Króla St. Leszczyńskiego w Ostrołęce. W 1929 roku otrzymał świadectwo maturalne. W latach 1927–1929 odbył praktykę brakarza w tartaku „Narew”. Rodzice w okresie międzywojennym prowadzili Parowy Tartak „Omulew”.
W latach 1929–1930 odbył ochotniczą służbę wojskową w Szkole Podchorążych Rezerwy w Grudziądzu, a praktykę – w 33 Pułku Piechoty w Łomży w stopniu plutonowy-podchorąży. Następnie rozpoczął studia na wydziale prawa Uniwersytetu Warszawskiego, które przerwał, wybrawszy kawalerię. W 1933 roku ukończył z wyróżnieniem w stopniu ppor. Szkołę Podchorążych Kawalerii w Grudziądzu, uznawaną za Alma Mater Equitum, i został przydzielony do 2 Pułku Szwoleżerów Rokitniańskich w Starogardzie Gdańskim. W 1935 roku awansował do stopnia porucznika i objął dowództwo 3 szwadronu, a następnie szwadronu szkolnego. W latach 1936–1937 ukończył Kurs Instruktorów Jazdy. Odnosił sukcesy w jeździectwie – w 1936 roku zajął trzecie miejsce na Mistrzostwach Militarii w Łucku, a w 1938 zdobył tytuł I Wicemistrza Polski w WKKW na Ali Beju II, taką samą liczbę punktów uzyskał wtedy rtm. Jan Mossakowski na Aldonie Czamarze i jemu przyznano tytuł Mistrza Polski za lepszy wynik w skokach przez przeszkody. W tej dyscyplinie był kandydatem do reprezentacji olimpijskiej na Helsinki 1940 roku, karierę jeździecką przerwała wojna.

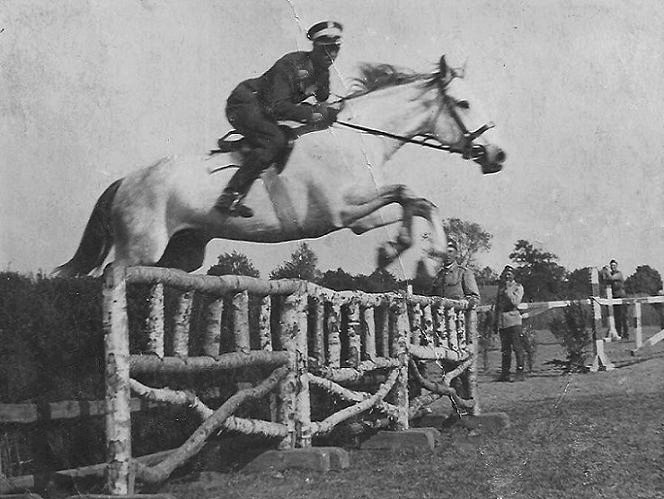
Albert Wojciechowski na Ali Beju III w 1936 roku

### Działania wojenne
W kampanii wrześniowej 1939 roku, dowodząc szwadronem kawalerii, stoczył ciężkie walki z wrogiem w Borach Tucholskich oraz nad Bzurą w rejonie Ozorkowa, we wsi Orla, następnie od Chojnic przez Puszczę Kampinowską przebił się ze szwoleżerami i 20 września wkroczył do Warszawy. Spieszony brał udział w obronie stolicy. Po śmierci dowódcy, porucznika Antoniego Wieniawskiego, objął dowództwo podczas obrony „Królikarni”. Następnie zbudował barykadę na rogu ulic Belwederskiej i Piaseczyńskiej, by nie dopuścić Niemców do Belwederu. W tym miejscu 26 września 1939 roku został odznaczony Krzyżem Walecznych. Jako jeden z ostatnich obrońców Warszawy dostał się do niewoli. Od 1 października 1939 do 29 stycznia 1945 roku przebywał w niewoli niemieckiej, był więźniem 4 oflagów: XI B Brunschweig (Brunszwik), XII A Hadamar/ Hesja, IV Colditz i II C Woldenberg (Dobiegniew), z dwóch pierwszych dwukrotnie uciekał. Trafił za to na 3 lata do obozu karnego w Colditz, gdzie przebywał od 1941 do 1943 roku. W obozie w Woldenbergu w 1944 roku złamał nogę, co wykluczyło go z dalszej służby wojskowej.

### Praca zawodowa i działania społeczne
Od 1933 do 1939 roku służył w 2 Pułku Szwoleżerów Rokitniańskich. W latach 1945–1948 prowadził zakład Mechanicznej Obróbki Drewna w Warszawie, ul. Julianowska 17, przedsiębiorstwo brata, Adama, wywiezionego na roboty do Niemiec. Od czerwca 1948 roku pracował w Biurze Rewindykacji UNRRA Demobilu I Reliefu Fraskati 2 na stanowisku Kierownika Referatu Transportu oraz prowadził wykazy zakupów, obrotu i zadłużenia w ramach pożyczki A-50. W 1949 roku rozpoczął pracę w Ministerstwie Budownictwa, gdzie był Naczelnikiem Zjednoczonych Zakładów Stolarki Budowlanej. W latach 1967–1968 pracował jako trener jeździectwa w WKS „Lotnik”.
W pracy społecznej zajmował następujące stanowiska: mąż zaufania w Ministerstwie Budowy Miast i Osiedli (1950–1951), sekretarz, a następnie przewodniczący Koła TPPR w tym ministerstwie, sekretarz Kolegium Sędziów w Polskim Związku Jeździeckim. Był sędzią jeździectwa I kl. Należał do WKS „Gwardia”, później przekształconej w WKS „Lotnik”. Do 1965 roku pełnił funkcję Sekretarza Warszawsko-Lubelskiego OZJ. Był współorganizatorem i sędzią mistrzowskich zawodów w ujeżdżeniu. W Polskim Związku Jeździeckim pełnił funkcję Sekretarza Kolegium Sędziów. Wspólnie z Tadeuszem Grabowskim i Janem Mickunasem napisał pierwsze w Polsce przepisy dyscypliny jeździeckiej WKKW. „Kochał ludzi, ale największą miłością darzył konie”. „Skromny, uczynny, koleżeński, ofiarny działacz i wzorowy wychowawca młodzieży, wielki miłośnik sportu jeździeckiego”
Był jednym z założycieli Ośrodka Jeździeckiego Stara Miłosna k. Warszawy. Tam zginął 5 lutego 1968 roku, trenując konia Duplikat dla syna Bohdana, który był brązowym medalistą Mistrzostw Polski Juniorów w WKKW w 1967 roku i reprezentantem Polski juniorów. Miał na tym koniu jechać na Mistrzostwa Europy.
Był mężem Stefanii z d. Kamionek, mieli dwóch synów: Marka (ur. 1949) i Bohdana (ur. 1951). Był związany z Ostrołęką i Warszawą. Spoczął, pochowany z honorami wojskowymi, na Cmentarzu Bródnowskim – kwatera 98 B.

## Osiągnięcia sportowe
W 1938 roku:
- zdobył tytuł I Wicemistrza Polski w Czempionacie Konia Wierzchowego na Ali Beju II w Bydgoszczy[7][1]
- zajął III miejsce w Konnych Mistrzostwach Wojska Polskiego (Militarii) w Łucku
- przygotowana przez niego ekipa zdobyła I miejsce w Konnej Brygadzie Pomorskiej
- ekipa ta zajęła też I miejsce w ujeżdżaniu we Wszechstronnym Konkursie Konia Wierzchowego[2]

## Medale i odznaczenia
- Krzyż Walecznych – 26 września 1939 roku
- Medal „Za udział w wojnie obronnej 1939”

## Upamiętnienie
Od 1997 roku, przez pięć lat, był organizowany Memoriał im. Porucznika Kawalerii Alberta Wojciechowskiego, pierwszy – w Drzonkowie, podczas Mistrzostw Polski Juniorów Młodszych w WKKW, następne – w Starej Miłosnej k. Warszawy podczas zawodów eliminacyjnych do Olimpiady Młodzieży.
W 2003 roku w miejscowości Orla władze gminy Parzęczew postawiły obelisk z tablicą upamiętniającą walczących nad Bzurą żołnierzy, m.in. 2 Pułku Szwoleżerów Rokitniańskich.